# Josef Richter (pilot RAF)
Josef Richter (16. května 1911 Žižice – 6. prosince 1989) byl pilot RAF ve druhé světové válce.

## Život
Josef Richter se narodil v rodině zedníka Josefa Richtera v Žižicích 39, jeho matka se jmenovala Veronika, rozená Šafr. V Richterově letecké kartě je jako otcovo povolání uvedeno rolník.
Vystudoval 5 tříd obecní školy, dále 8 tříd reálného gymnázia s maturitou. Uměl francouzsky a částečné také německy a anglicky.
Odveden byl v roce 1932. Od 1. srpna 1939 do 24. června 1940 pracoval ve Francii, od 2. srpna 1940 pak v Anglii. Od 5. září 1942 sloužil jako navigátor 311. československé bombardovací perutě, potom jako operátor. Při náletu na Brémy v říjnu 1940 díky seskoku padákem přežil, stejně jako většina posádky, opuštění stroje Wellington N2773 KX-K, které bylo nutné z důvodu námrazy.
Josef Richter byl ženatý; u jeho manželky je ve výše zmíněné letecké kartě uvedeno jméno J.A.V Simon s adresou prostředníka, banky National Provincial Bank na Piccadilly v Londýně, kde Simonová zřejmě pracovala.

## Ocenění
- Československá medaile Za chrabrost před nepřítelem
- Hvězda 1939–1945
- Československá medaile za zásluhy za zásluhy I. stupně
- Československý válečný kříž 1939